# Buxton (Derbyshire)
Buxton ist eine Minderstadt (market town) und Kurort in der englischen Grafschaft Derbyshire im Vereinigten Königreich. Buxton liegt im Nordwesten von Derbyshire im Verwaltungsbezirk High Peak bei den Grenzen zu den Grafschaften Staffordshire und Cheshire. Mit ihrer Höhe von ca. 1000 Fuß (307 Meter) gilt sie als die höchste Market Town von England und liegt im Peak District am Fluss Wye, nur knapp außerhalb der Grenzen des dortigen Nationalparks. Sie liegt ca. 40 Kilometer südöstlich von Manchester, 43 km südwestlich von Sheffield und 56 km nordwestlich von Derby.

## Allgemeines
Die Heilbäder der Stadt wurden schon von den Römern genutzt und unter dem Namen Aquae Arnemetiae bekannt, benannt nach der hier verehrten Heilgöttin Arnemetia. 1979 wurde bei Restaurierungsarbeiten der „Minerals Baths“ ein Münzschatz entdeckt. Die Münzen spiegeln über 300 Jahre Geschichte wider.
Der Ort erlebte einen Aufschwung im späten 18. Jahrhundert, als die Dukes of Devonshire die Stadt entwickelt hatten, und noch einmal im späten 19. Jahrhundert in der viktorianischen Epoche.

## Sehenswürdigkeiten
- The Crescent (erbaut 1780 bis 1784), ein großes Gebäude in der Stadtmitte, nach der Vorlage des Royal Crescent in Bath gebaut
- Buxton Opera House (1903), ein Opernhaus
- Devonshire Dome, ursprünglich ein Krankenhaus, heute ein Campus der University of Derby
- Pavilion Gardens, ein großer Stadtpark in der Stadtmitte
- Natural Baths, am Standort der ursprünglich römischen Heilbäder
- Poole's Cavern, eine Schauhöhle im Süden der Stadt
- Buxton Museum und Kunstgalerie
- Fox Hole Cave, seit 1991 ein Scheduled Monument

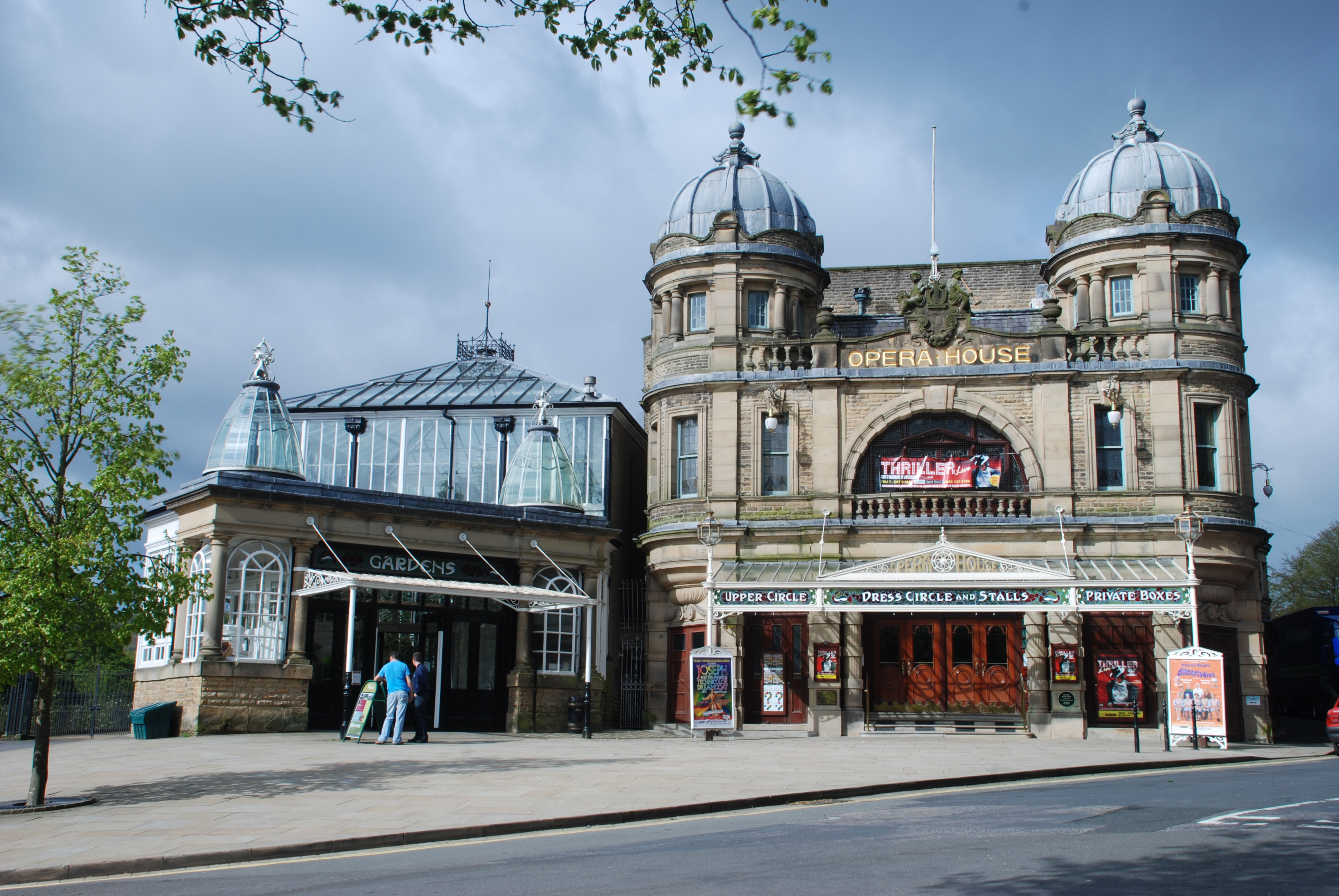
Buxton Opera House
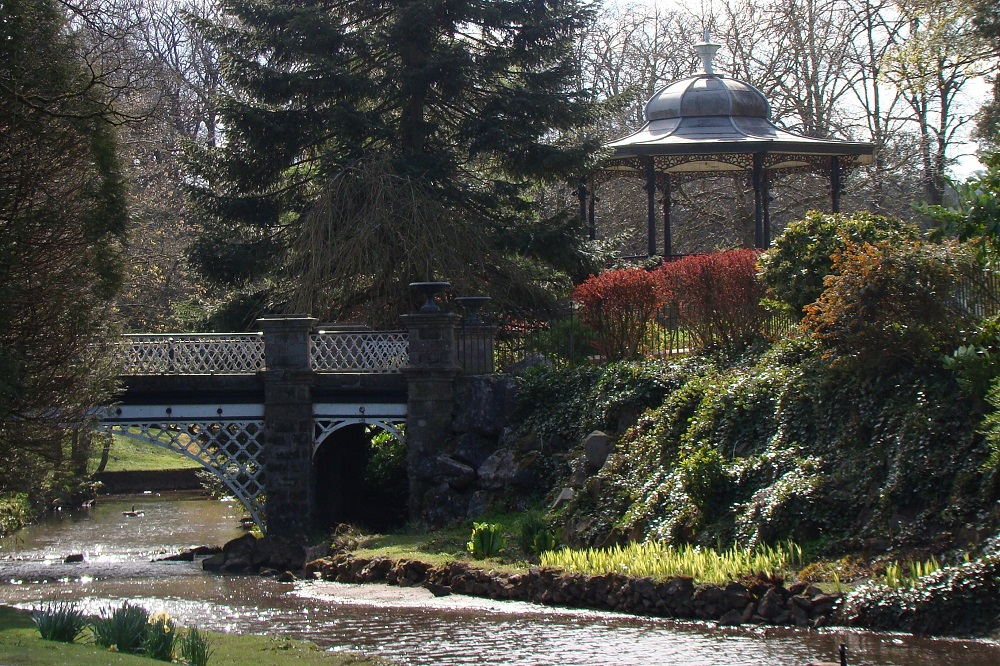
Buxton Pavilion Gardens
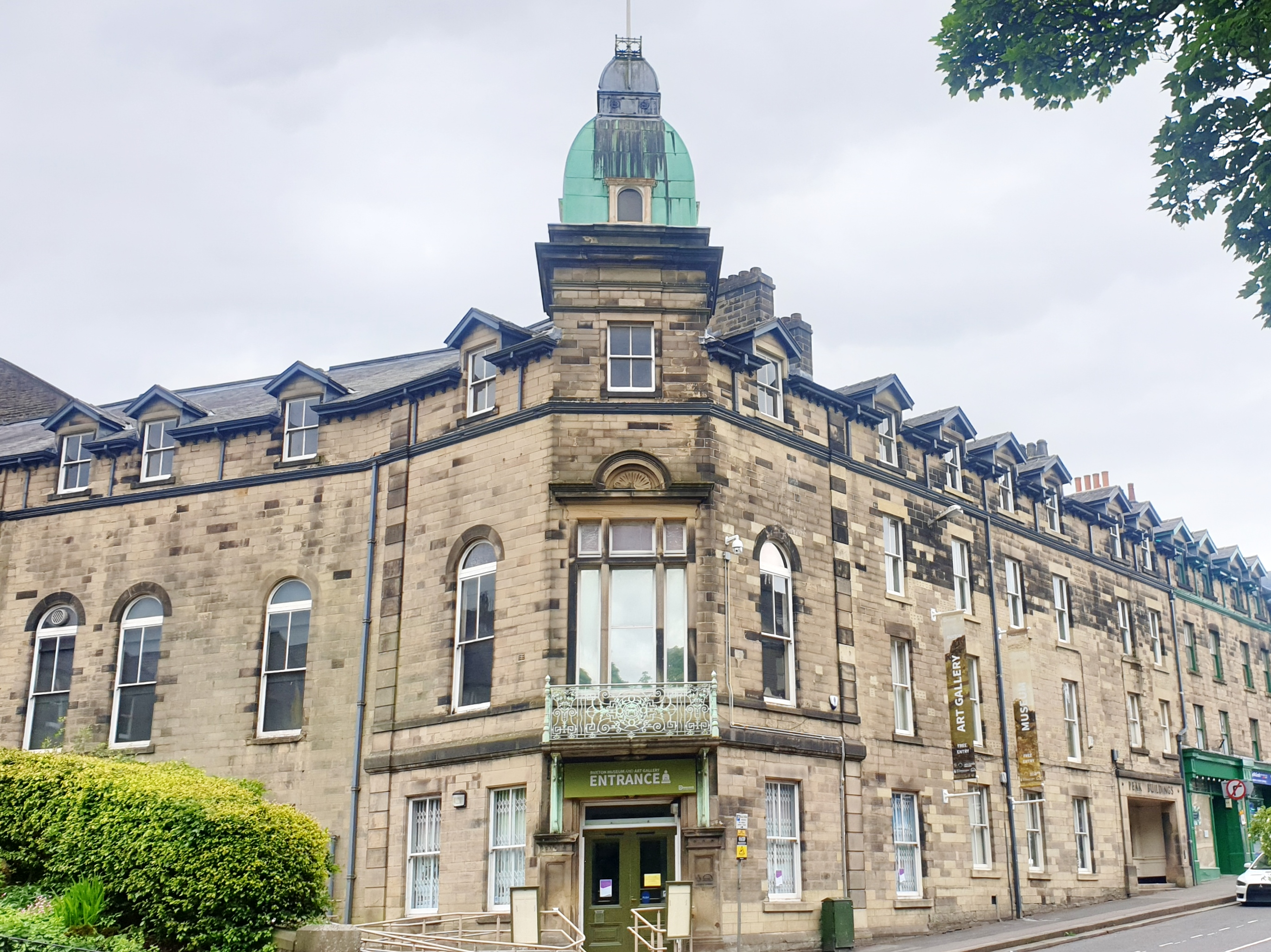
Buxton Museum and Art Gallery
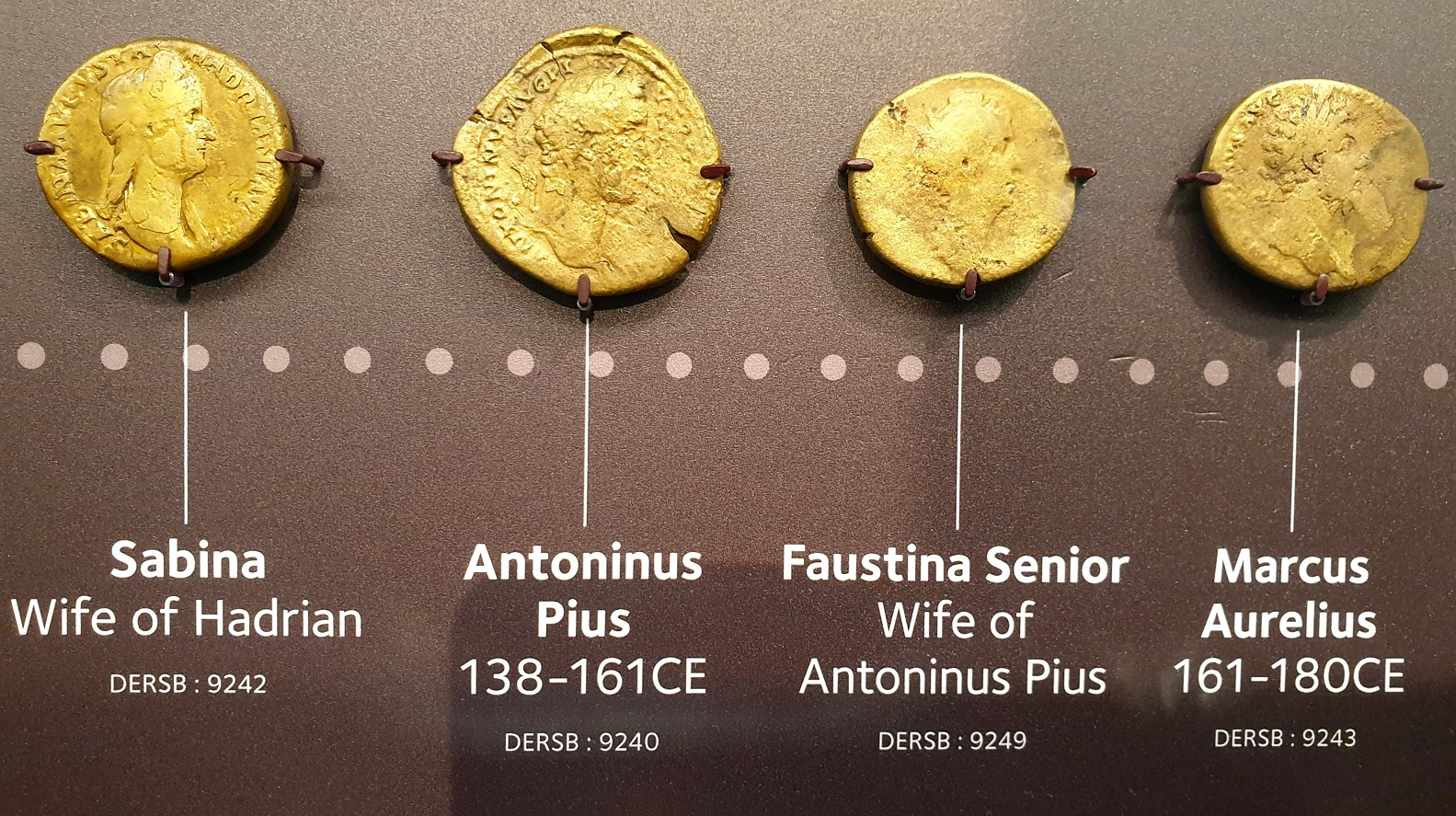
Römische Münzen des Dovedale Hort - Buxton Museum
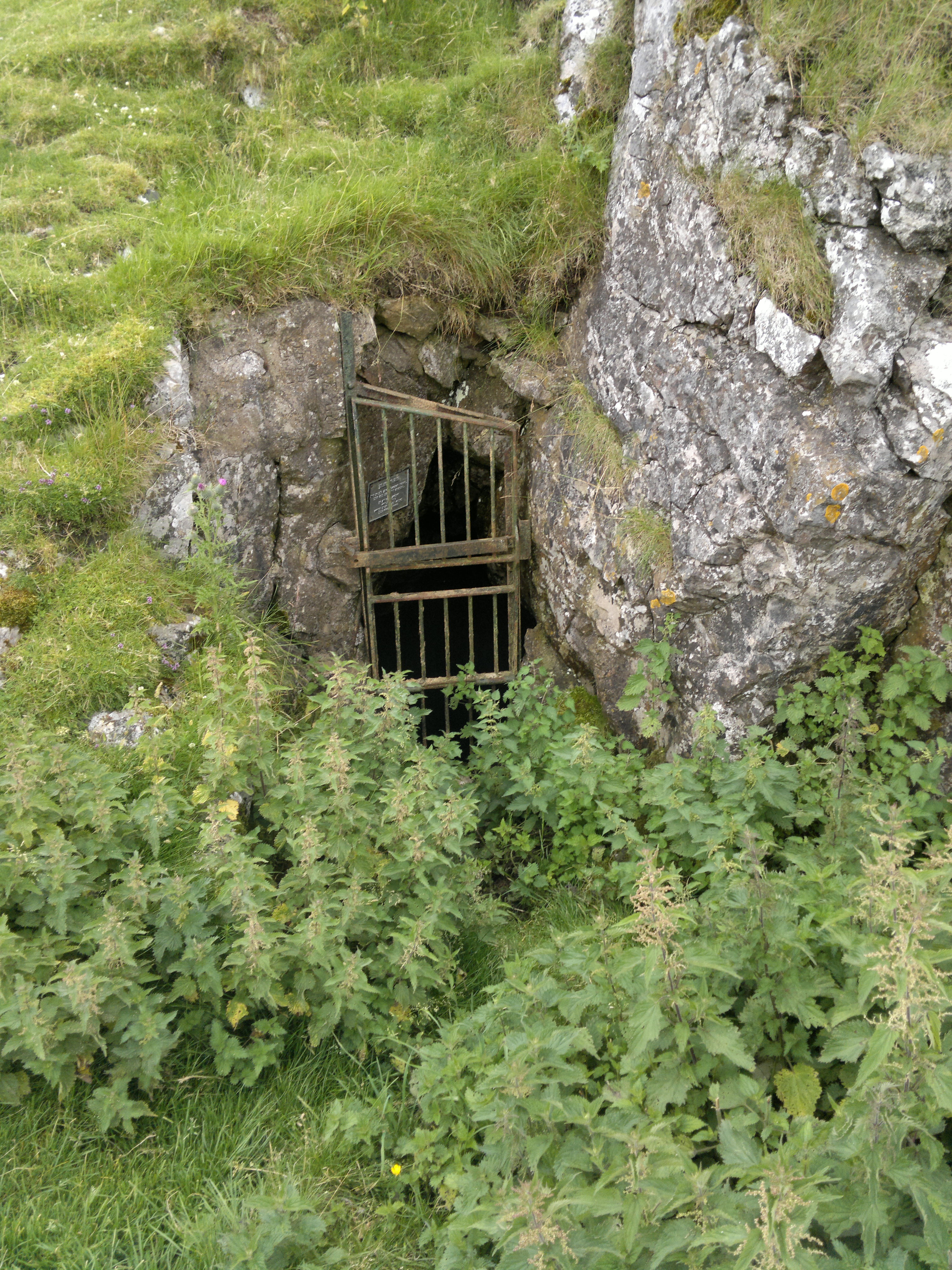
Fox Hole Cave am Wheeldon Hill

## Kultur
Seit 1979 findet jährlich das Buxton International Festival statt (Oper, Konzerte, Lesungen). Die Stadt ist auch ein Ausgangspunkt zu verschiedenen Ausflugszielen im Peak District.

## Verkehr
Es gibt eine Eisenbahn-Anbindung Richtung Stockport und Manchester im Bahnhof Buxton, bei einer Reisezeit von einer Stunde zum Bahnhof Manchester Piccadilly. Die ehemalige Bahnstrecke nach Derby ist heute aufgegeben, obwohl es Pläne gibt, sie langfristig wieder aufzubauen. Außerdem ist die Stadt ein Straßenknoten mit den Hauptstraßen A6, A53 und A515.
Der nächstgelegene internationale Flughafen ist Manchester International.

## Städtepartnerschaft
Buxton unterhält eine Städtepartnerschaft mit Oignies in Frankreich und Bad Nauheim in Deutschland.

## Söhne- und Töchter der Stadt
- Robert Stevenson (1905–1986), Filmregisseur, Drehbuchautor und Filmproduzent
- George Bailey (1906–2000), Leichtathlet
- Frank Soo (1914–1991), Fußballspieler und -trainer
- Elizabeth Spriggs (1929–2008), Schauspielerin
- Roy Billinge (1937–1994), Physiker
- Tim Brooke-Taylor (1940–2020), Schauspieler
- Dave Lee Travis (* 1945), Hörfunk- und Fernsehmoderator, Discjockey
- Richard Jones (* 1949), britischer Autorennfahrer
- Lloyd Cole (* 1961), Musiker
- Lorraine Winstanley (* 1975),  Dartspielerin
- Abbie Wood (* 1999), Schwimmerin